# Bobrava
La Bobrava est une rivière de la Tchéquie d'une longueur de 35 km qui coule dans la région de la Moravie-du-Sud. Elle est un affluent de la Svratka dans le bassin du Danube.

## Source de la traduction
- (cz) Cet article est partiellement ou en totalité issu de l’article de Wikipédia en tchèque intitulé « Bobrava » (voir la liste des auteurs).